# Baras (Rizal)
Baras è una municipalità di quarta classe delle Filippine, situata nella Provincia di Rizal, nella regione di Calabarzon.
Baras è formata da 10 baranggay:
- Concepcion
- Evangelista
- Mabini
- Pinugay
- Rizal (Pob.)
- San Jose
- San Juan
- San Miguel
- San Salvador
- Santiago